# Marcus Annaeus Lucanus
Marcus Annaeus Lucanus (3. listopadu 39 – 30. dubna 65), byl římský básník. Jeho strýcem byl Seneca.

## Život
Studoval v Římě, kde se prosadil svou poezií. Z nějakého neznámého důvodu si znepřátelil císaře Nerona, to vedlo k zákazu přednášet a jinak publikovat jeho básně. Pravděpodobně díky tomu se účastnil Pisonova spiknutí, po jeho prozrazení se všemožně snažil zachránit život, udával spojence a udal i vlastní matku. Přes tuto snahu byl odsouzen k smrti, po tomto rozsudku spáchal sebevraždu podřezáním žil.

## Dílo
Dle citací a jiných autorů napsal značné množství básní, kvůli zákazu publikovat se dochovala pouze jedna.
- Pharsalia, (česky „O občanské válce“ a „Farsalské pole“) – epos, který popisuje občanskou válku Caesara s Pompeiem až do dobytí Alexandrie. Epos je na takovéto dílo vzácně realistický, odpovídá nejen chronologicky, ale i více méně fakticky. Lucanus evidentně sympatizuje s Pompeiem, kterého si idealizuje do role obránce svobody.